# 櫻櫻美代子
櫻櫻美代子（或是櫻櫻美黛子，英英美代子，宮本美代子）是台灣一個已不流行的流行語，表面上看起來像是個日本人名。但事實上，此五字之國語讀音近似於臺灣話「閒閒無代誌」（白話字：êng-êng bô tāi-chì，閒閒沒事情）或「根本無代誌」（kin-pún bô tāi-chì，根本没事情）五字的發音。有些台灣人在日常生活中會為了開玩笑或是嘲諷某些人，而刻意以這五個字來暗指某人遊手好閒。此詞彙並無對日本人的侮蔑之意。
嚴格說來這是台灣火星文的一種，事實上此詞在台灣流傳已久，並非專屬於年輕人的用詞。

## 用途
- 純粹作開玩笑用途
例：今天一整個下午我都是櫻櫻美代子，找點兒事情來做吧！
- 刻意嘲諷某人
例：那個張三明明就是宮本美代子，還要騙大家他忙得不可開交！

值得一提的是，在日本並沒有「櫻櫻」這一個姓，反而「宮本」卻是一個存在的姓氏。所以，在日本，的確有「宮本美代子」這一個人存在，而且為數不少。在關西，就有一位雕塑家名叫宮本美代子。